# طرح‌پایه

یک نمودار طرح‌پایه از یک مدار مجتمع تایمر ۵۵۵ بسیار رایج که ۸ پایه آن (با شماره‌های ۱–۸) و عملکردهای مربوط به آنها («زمین»، «تریگر»، «خروجی» و غیره را نشان می‌دهد)

در الکترونیک، طرح‌پایه یا پین‌آوت (گاهی اوقات «طرح پایه» نوشته می‌شود) یک ارجاع-نظیربه‌نظیر بین اتصالات یا پایه‌های یک اتصال‌دهنده الکتریکی یا قطعه الکترونیکی و عملکرد آنها است. «طرح‌پایه» اکنون جایگزین اصطلاح «نمودار پایه‌گذاری» شده‌است که اصطلاح استاندارد مورد استفاده توسط سازندگان لامپ‌های خلاء و انجمن تولیدکنندگان رادیو (آراِم‌اِی) بود. آراِم‌اِی استانداردسازی خود را در سال ۱۹۳۴ آغاز کرد و داده‌های لامپ را برای ثبت در اتحاد صنایع الکترونیک (ئی‌آی‌ای) جمع‌آوری و مرتبط کرد، ئی‌آی‌ای اکنون بخش‌های زیادی دارد که به آن گزارش می‌دهند، و استانداردهایی را که به عنوان استانداردهای ایی‌آی‌ای شناخته می‌شوند را تعیین می‌کند که در آن همه طرح‌پایه‌های ثبت‌شده و جک‌های ثبت‌شده را می‌توان یافت.
بسیاری از اتصال‌دهنده‌ها دارای پایه‌های خروجی استاندارد متعددی هستند که برای سازندگان یا کاربردهای مختلف استفاده می‌شود.

## طرح‌پایه‌های نمونه

### طرح‌پایه یواس‌بی
از جلو (بیرون) پریز USB نوع A مادگی مشاهده می‌شود:
1. ۵+ ولت (قرمز)
2. -داده (سفید)
3. +داده (سبز)
4. جیی‌اِن‌دی (سیاه)

### طرح‌پایه پی‌اس/۲

طرح‌پایه کانکتور PS/2

| شماره پین | نام  | هدف                       |
| --------- | ---- | ------------------------- |
| ۱         | DATA | داده                      |
| ۲         |      | استفاده نشده              |
| ۳         | GND  | زمین                      |
| ۴         | Vcc  | ۵+ ولت ولتاژ کلکتور مشترک |
| ۵         | CLK  | سیگنال پالس ساعت          |
| ۶         |      | استفاده نشده              |

### شمارنده دَه‌دَهی ۴۰۱۷
| شماره پایه | نام      | هدف |
| ---------- | -------- | --- |
| ۱          | ۶        | ششمین خروجی متوالی |
| ۲          | ۲        | دومین خروجی متوالی |
| ۳          | ۱        | اولین خروجی متوالی |
| ۴          | ۳        | سومین خروجی متوالی |
| ۵          | ۷        | هفتمین خروجی متوالی |
| ۶          | ۸        | هشتمین خروجی متوالی |
| ۷          | ۴        | چهارمین خروجی متوالی |
| ۸          | GND, VSS | اتصال به خط ۰ ولت |
| ۹          | ۹        | نهمین خروجی متوالی |
| ۱۰         | ۵        | پنجمین خروجی متوالی |
| ۱۱         | ۱۰       | دهمین خروجی متوالی |
| ۱۲         | CO       | نَقلی خروجی - خروجی در شمارش ۰ تا ۴ بالا (یک)، خروجی در شمارش ۵ تا ۹ پایین (صفر) است (به این ترتیب در شمارش از ۹ به ۰ گذار از پایین به بالا رخ می‌دهد) |
| ۱۳         | EN       | فعال‌ساز کلاک - وقتی کلاک بالاست (یک است)، کلاک را مهار می‌کند (یعنی وقتی EN پایین است (صفر است)، تراشه شمارش می‌کند)                                   |
| ۱۴         | CLK      | ورودی کلاک (ورودی پالس ساعت) |
| ۱۵         | RST      | ریست - خروجی ۱ را بالا و خروجی‌های ۲ تا ۱۰ را پایین (صفر) قرارمی‌دهد در صورتی که بالا نگه دارید.                                                       |
| ۱۶         | VDD      | اتصال به خط V+ (ولتاژی بین مثبت ۳ ولت و مثبت ۱۸) |